# 牛伝染性角結膜炎
牛伝染性角結膜炎（うしでんせんせいかくけつまくえん、infectious bovine keratoconjunctivitis）は、Moraxella bovis感染を原因とする牛の感染症。伝染性結膜炎（infectious conjunctivitis）、伝染性角膜炎（infectious keratitis）、ピンクアイ（pink eye）とは病名同義語。

## 原因
モラクセラ属に属するグラム陰性通性嫌気性球~短桿菌であるMoraxella bovisが原因となる。Moraxella bovisはβ溶血性を示す。

## 疫学
接触あるいはハエなどの昆虫を介した伝播が起こり、その伝播力は強い。夏~秋に放牧地で多発し、ホルスタイン種、ジャージー種、ショートホーン種などの品種での発生が多い。牛伝染性鼻気管炎ウイルスとの混合感染が多い。

## 症状
病変は眼に限局し、初期に流涙、結膜の充血、羞明などを示し、進行すると角膜周囲の血管が増生、充血を起こして白目が淡紅色を示すピンクアイの状態となる。さらに進行すると、二次感染による角膜潰瘍、失明が生じる。

## 診断
眼結膜分泌液を血液寒天培地に接種し、菌の分離を試みる。ゲル内沈降反応、凝集反応、蛍光抗体法、ELISAも用いられる。

## 治療
ホウ酸水による洗浄およびペニシリン、テトラサイクリン、クロラムフェニコールなどの抗生物質およびステロイド性抗炎症薬の点眼を行う。

## 予防
ワクチンは実用化されていないので、早期発見に努め、病気の蔓延を防ぐ。衛生昆虫の防除も有効な予防策である。